# San Rafael del Sur
San Rafael del Sur ist eine Stadt im Westen Nicaraguas, im Departamento Managua. San Rafael del Sur hat 23.420 Einwohner (2005).

## Städtepartnerschaft
- Bezirk Friedrichshain-Kreuzberg von Berlin, Deutschland, seit 1985